# Vanylven
Vanylven è un comune norvegese della contea di Møre og Romsdal. Confina a nord (attraverso il Rovdefjord) con Sande e Herøy, a est con il comune di Volda, a sud con il comune di Stad. E', inoltre, diviso in sei diversi villaggi. 
Vanylven è conosciuto come "Terra dei Girasoli" dopo che il comune ha vinto il concorso per i girasoli di Innovation Norway nel 2004.